# Молодіжна (антарктична станція)
Молодіжна — радянська, потім російсько — білоруська антарктична станція. З 2006 року функціонує як сезонна база.

## Історія
Відкрита Владиславом Гербовічем у лютому 1962 року на узбережжі моря Космонавтів.
Довгий час станція «Молодіжна», будучи наймасштабнішим об'єктом подібного роду, вважалася столицею Радянської Антарктиди. На базі функціонувало близько сімдесяти будівель, що утворювали декілька вулиць. На ній могло одночасно жити і працювати до 150 осіб. Тут розташовувалися не лише житлові комплекси і науково-дослідні лабораторії, але також нафтобаза і аеродром, здатний приймати такі великі літаки, як Іл-76.
У 1990-ті роки в районі станції проводилися деякі наукові дослідження та природоохоронні заходи щодо виконання вимог Протоколу з охорони навколишнього середовища до Договору про Антарктику.
Законсервована в 1999 році : 9 липня на станції був спущений російський прапор.
У лютому 2006 року керівник  Російської антарктичної експедиції (РАЕ) Валерій Лукін заявив:

Планується відкриття раніше законсервовані станції Молодіжна,  Ленінградська і  Російська в сезоні 2007–2008 років. Це принесе велику користь, оскільки ці станції знаходяться в  Тихоокеанському секторі  Антарктики, який мало охоплений науковими дослідженнями.
З 2006 року разом з російськими полярниками тут працювала Білоруська антарктична експедиція. На березень 2013 року тут працювало 16 російських полярників і 3 білоруських. Спочатку білоруські полярники жили і працювали за 18 км від станції «Молодіжна», в районі міста Вечірня в старих будівлях часів СРСР. У 2016 році 8-ю Білоруською антарктичною експедицією в тому ж місці були побудовані житлові модулі. На даний момент білоруська полярна станція Гора Вечірня є самостійною і знаходиться найближче до станції «Молодіжна».

## Клімат
Температура найхолодніших місяців (липень — серпень) — мінус 19 ° C, температура січня — близько 0 ° C.